# Pan Arkadin
Pan Arkadin – francusko-hiszpańsko-szwajcarski kryminał z 1955 roku.

## Główne role
- Orson Welles – Gregory Arkadin
- Michael Redgrave – Burgomil Trebitsch
- Patricia Medina – Mily
- Akim Tamiroff – Jakob Zouk
- Mischa Auer – Profesor
- Paola Mori – Raina Arkadin
- Katina Paxinou – Sophie
- Grégoire Aslan – Bracco
- Peter van Eyck – Thaddeus
- Suzanne Flon – Baronowa Nagel
- Robert Arden – Guy Van Stratten
- Jack Watling – Markiz Rutleigh
- Frédéric O'Brady – Oscar

## Fabuła
Włochy. Gregory Arkadin jest multimilionerem, który cierpi na amnezję. Prosi o pomoc w rozwiązaniu tajemnicy Guya Van Strattena – przemytnika, który niedawno wyszedł z więzienia. Sprawa wydaje się prosta, ale kolejne osoby powiązane z Arkadinem giną w tajemniczych okolicznościach.

## Upamiętnienie
W 2002 roku w nawiązaniu do tytułu filmu nazwano nowo odkryty gatunek pająka Orsonwelles arcanus.